# Šlezijske vojne
Šlezijske vojne, tri vojne med Prusijo in Avstrijo za oblast v Šleziji.
S prvo in drugo šlezijsko vojno poimenujemo udeležbo Prusije v vojni za avstrijsko nasledstvo (1740-48). Tretja šlezijska vojna pa je naziv za evropski del (po celem svetu razširjene, kopenske in pomorske) sedemletne vojne (1756-63). V prvi šlezijski vojni je Prusija iztrgala Avstriji večino šlezijskega ozemlja. V drugi in tretji šlezijski vojni je Avstrija poskušala osvojiti ozemlje nazaj, a ji ni uspelo. Pod avstrijsko oblastjo je ostal le jugozahodni del Gornje Šlezije, kasneje poznan kot Avstrijska Šlezija.

## Uvod
Brandenburški Hohenzollerji so se že dolgo časa zanimali za ozemlje z rudninami bogate Šlezije. Leta 1537 je brandenburški knez Joahim II. Hektor sklenil s Friderikom II. Legniškim, vojvodo iz šlezijske veje poljske rodbine Piastov pogodbo, po kateri naj bi, v primeru izumrtja šlezijske rodbine, šlezijske vojvodine Krnov, Legnica, Brzeg, in Wołów pripadle Hohenzollerjem. Tedanji češki kralj, Habsburžan Ferdinand I., je pogodbo pri priči zavrnil. Kljub temu je leta 1675, ob dejanskem izumrtji rodbine Legnica, brandenburški Veliki volilni knez Friderik Viljem obnovil zahtevo po omenjenih ozemljih, a je kasneje namesto njih sprejel šlezijsko ozemlje Schwiebus (danes Świebodzin), ki pa se ga je kasneje, ob dednih sporih po smrti Velikega kneza, avstrijski diplomaciji posrečilo dobiti nazaj. Politična napetost ob nastopu vladanja Marije Terezije leta 1740, ko ji bavarski volilni knez Karel Albert ni priznaval pravice do nasledstva  habsburških dežel, se je zdela pruskemu kralju Frideriku II. ugodna priložnost, da obnovi pruske zahteve po Šleziji.

## Prva šlezijska vojna (1740-42)
Slaba dva meseca potem ko je Marija Terezija prevzela vladanje v habsburških deželah, je pruski kralj Friderik II., ki je tudi sam vladal šele 6 mesecev, postavil Avstriji zahtevo po Dolnji Šleziji, v zameno pa je ponudil svoj glas volilnega kneza pri glasovanju za cesarja Svetega rimskega cesarstva možu Marije Terezije, Francu Štefanu Lotarinškemu. Ni čakal na avstrijski odgovor, ampak je 26. decembra 1740 s 27.000 možmi prekoračil šlezijsko mejo. Šlezijsko protestantsko prebivalstvo je Pruse prijateljsko sprejelo. Večino Šlezije je pruska vojska zavzela skoraj brez boja, razen trdnjav Głogów, Brzeg in Nysa. 
9. marca 1741 je pruski vojskovodja knez von Dessau z jurišem zavzel trdnjavo Głogów. Dotlej so Avstrijci že zbrali na Moravskem vojsko kakih 17.000 mož in feldmaršal grof von Neipperg je koncem marca smelo krenil preko reke Nysa Kłodzka v protinapad. Klub uspešnemu napadu njegove konjenice pa je 10. aprila v bitki pri Małujowicah (20 km jugovzhodno od Vroclava) podlegel močnejši pehoti pruskega feldmaršala grofa von Schwerina. Avstrijci, ki jih Prusi niso zasledovali, so se umaknili v trdnjavo Nysa in se z oporo v njej vse leto obdržali v Gornji Šleziji, ob obojestranskem manevriranju in grožnjah. 10 avgusta so Prusi zavzeli šlezijsko prestolnico Vroclav. 8. oktobra je prišlo med Avstrijo in Prusijo do premirja.
Avstrijski poraz pri Małujowicah je pospešil združitev avstrijskih sosedov, ki Mariji Tereziji niso priznavali pravice do habsburške dediščine, v vojaško zvezo, ki je imela za cilj medsebojno razdelitev habsburških posesti (avstrijska nasledstvena vojna). Vojska pod poveljstvom bavarskega volilnega kneza Karla Alberta, sestavljena iz bavarskih, saških in francoskih čet, je 24. novembra 1741 zasedla Prago. Friderik II. v teh operacijah ni sodeloval in je čakal na razplet dogodkov. Popolno uničenje Avstrije ni bilo v njegovem interesu; v Kleinschnellendorfu je z Avstrijci celo sklenil tajen dogovor o premirju, v katerem se je Avstrija odpovedala Dolnji Šleziji in trdnjavi Nysa.
Jeseni 1741 je Marija Terezija pridobila na svojo stran Madžare. Avstrijska vojska, zbrana z novimi nabori in deloma poklicana iz Lombardije, je skupaj s slavno ogrsko konjenico februarja 1742 zavzela München in velik del Bavarske. Friderik II. je razdrl pogodbo iz Kleinschnellendorfa in se ponovno povezal z avstrijskimi nasprotniki. To pot je od Avstrijcev zahteval celo dele Češke (okrožja Hradec Králové in Pardubice), kar je Marija Terezija odklonila. Feldmaršal von Schwerin je 26. decembra 1741 zavzel Olomuc na Moravskem.
Začetkom leta 1742 se je Friderik z vojsko pomaknila še južneje, na položaje ob reki Dyje, potem pa je krenil proti vzhodni Češki in se združil z armado kneza von Dessaua. 17. maja 1742 je pri Chotusicah (območje Kutná Hora) premagal avstrijsko vojsko, ki je pod vodstvom Karla Lotarinškega, svaka Marije Terezije, začela ofenzivno operacijo proti Pragi. 
Po tej pruski zmagi je ob posredovanju Angležev prišlo do mirovnih pogajanj. Začasni mir v Bratislavi je bil 28. julija 1742 potrjen z mirom v Berlinu. Dolnja in večina Gornje Šlezije ter češka grofija Glatz (kotlina ob reki Nysa Kłodzka obdana z gorovji, prehodno ozemlje med Češko, Moravsko in Šlezijo) so bile priključene Prusiji (kasneje so tvorile prusko provinco Šlezijo). Le južni del Gornje Šlezije (majhne vojvodine Krnov, Opava in Cieszyn) so ostale pod habsburško oblastjo; kasneje so se imenovale Avstrijska Šlezija.
Osvobojena pruskega pritiska je avstrijska vojska dosegla umik Francozov in Bavarcev iz Prage in Češke.

## Druga šlezijska vojna (1744-45)
S podporo Velike Britanije si je Marija Terezija pridobila prednost v avstrijski nasledstveni vojni. Ko je poleti 1744 avstrijska vojska pod Karlom Lotarinškim vdrla v Alzacijo, in se bližala Strasbourgu, je Friderik, ki se je ustrašil za svoje šlezijske pridobitve, ponovno kršil mir, vdrl v slabo varovano Češko in 19. septembra po kratkem obleganju zasedel Prago. Avstrijci so iz Alzacije poklicali vojsko Karla Lotarinškega; ta se je na Češkem združila z vojsko Saške, ki je konec leta 1743 prešla na avstrijsko stran. Po nasvetih feldmaršala grofa von Trauna sta se vojski izogibali direktnemu spopadu s prusko vojsko; s spretnim manevriranjem in napadanjem oskrbovalnih poti Prusov, ki so jih pestile lakota in bolezni, sta Friderika II. prisilili, da se je sredi zime umaknil v Šlezijo in pri tem izgubil velik del prateža in težko topništvo.
Naslednje leto je Karel Lotarinški na čelu avstrijsko-saške vojske s 63.000 možmi in 120 topovi začel ofenzivo za osvojitev Šlezije. Ko je, slabo obveščen o položaju nasprotnika, prodiral preko zahodnih Sudetov, ga je pri Hohenfriedbergu 4. junija ob zori z napadom presenetil Friderik II. in ga odločilno premagal. Avstrijska in saška vojska sta se umaknili za reki Laba in Orlice; Prusi so jim počasi sledili in se utrdili na položajih nasproti njim. Po dveh mesecih lažjih spopadov, pri katerih so bili Avstrijci spretnejši, so se Prusi umaknili bliže Sudetom v vojaški tabor pri Studencu (danes del mesta Trutnov). Poskus Karla Lotarinškega, da napade neprevidno postavljeni pruski tabor, je 30. septembra pripeljal do bitke pri Sooru, v kateri je Friderik ponovno porazil za polovico večjo avstrijsko-saško vojsko. Kljub zmagi pa se je zaradi preskrbovalnih težav umaknil v Šlezijo. Večina saških čet se je vrnila na Saško v bližino Leipziga (poveljnik saški feldmaršal grof Friderik Avgust Rutowsky), kjer so jim nasproti, pri mestu Halle, stale pruske čete kneza von Dessaua.
Da bi zavaroval saško vojsko pred napadom Prusov iz Šlezije, je Karel Lotarinški 20. novembra na čelu avstrijske vojske in enega saškega korpusa vdrl v Lužico. Friderik II. je 23. novembra v hitrem protinapadu porazil saški korpus pri Henryków Lubańskem (7 km severozahodno od mesta Lubań) in prisilil Karla Lotarinškega, da se je umaknil. 27. novembra je tudi knez von Dessau prešel v napad, potisnil glavnino saške vojske proti Dresdnu in jo 15. decembra premagal pri Kesseldorfu (danes del mesta Wilsdruff), preden je prišel na bojišče s svojo vojsko Karel Lotarinški, ki je saški vojski hitel na pomoč. Prusi so zasedli Dresden. Saška se je morala nehati bojevati. Marija Terezija se je spet začela pogajati s Friderikom o miru. Mirovna pogodba v Dresdnu (25. december 1745) je potrdila določila miru iz Berlina.

## Tretja šlezijska vojna (1756-63)
Kopenski del sedemletne vojne (1756-63), ki sta jo bojevali dve evropski koaliciji, se večkrat imenuje tudi tretja šlezijska vojna; na svetovnih morjih so boji potekali predvsem med Francijo in Veliko Britanijo, na kopnem pa predvsem med Avstrijo, Francijo in Rusijo na eni ter Prusijo in Veliko Britanijo na drugi strani. Marija Terezija je še enkrat poskusila dobiti nazaj Šlezijo, a ji ni uspelo. Z mirom med Prusijo, Avstrijo in Saško, podpisanem na saškem gradu Hubertusburg (15. februar 1763), so bile potrjene predvojne meje. Friderik II., ki mu je bila dokončno priznana oblast nad Šlezijo, je Mariji Tereziji zagotovil podporo pri izvolitvi nadvojvode Jožefa II. za rimsko-nemškega cesarja.